# Поляна (Юринський район)
Поля́на (рос. Поляна, марій. Поляна) — присілок у складі Юринського району Марій Ел, Росія. Входить до складу Биковського сільського поселення.

## Населення
Населення — 169 осіб (2010; 222 у 2002).
Національний склад (станом на 2002 рік):
- росіяни — 94 %